# 金智優
金智優（韓語：김지우，2002年11月14日—），或譯金智宇，韓國女演員。

## 演出作品

### 劇集
| 年份 | 播放平台   | 劇名                           | 角色   | 備註 |
| 2020 | Playlist   | 《我要從地球降落》             | 金智友 | 主演 |
| 2022 | KBS2       | 《Drama Special—19歲的海獺們》 | 張瑞賢 | 配角 |
| 2023 | KB國民銀行 | 《走向KWANGYA》                | 柳昭英 | 主演 |
| 2024 | ENA        | 《星星閃耀的夜晚》             | 尹智英 | 配角 |
| 2025 | TVING      | 《競選夥伴》                   | 河流庚 | 主演 |

### 音樂錄影帶
| 日期          | 歌曲名稱         | 歌手 | 備註  |
| 2023年1月25日 | 《Small Things》 | 藝聲 | [ 6 ] |

## 外部連結
- 官方网站
- 金智優的Instagram帳戶
- 金智優在NAVER上的资料
- 金智優在Daum上的资料
- 金智優在互联网电影资料库（IMDb）上的資料（英文）
- 金智優在HanCinema的頁面（英文）